# Jereem Richards
Jereem Richards (ur. 13 stycznia 1994) – trynidadzko-tobagijski lekkoatleta, sprinter.
W debiucie w międzynarodowych seniorskich zawodach – na halowych mistrzostwach świata (2012) biegł na trzeciej zmianie trynidadzkiej sztafety 4 × 400 metrów, która zdobyła brązowe medale oraz ustanowiła aktualny halowy rekord kraju w tej konkurencji – 3:06,85. Brązowy medalista mistrzostw świata juniorów z 2012. W 2017 sięgnął po brązowy medal mistrzostw świata w biegu na 200 metrów oraz stanął na najwyższym stopniu podium sztafety 4 × 400 metrów.
Stawał na podium CARIFTA Games.
Medalista mistrzostw kraju. Stawał na podium mistrzostw NCAA.

## Osiągnięcia
| Rok  | Impreza                                  | Miejsce      | Konkurencja        | Pozycja    | Wynik   |
| ---- | ---------------------------------------- | ------------ | ------------------ | ---------- | ------- |
| 2011 | CARIFTA Games                            | Montego Bay  | bieg na 400 m      | 6. miejsce | 49,22   |
| 2011 | CARIFTA Games                            | Montego Bay  | sztafeta 4 × 400 m | 1. miejsce | 3:08,96 |
| 2011 | Mistrzostwa świata juniorów młodszych    | Lille        | bieg na 200 m      | półfinał   | 21,47   |
| 2011 | Mistrzostwa świata juniorów młodszych    | Lille        | sztafeta szwedzka  | 6. miejsce | 1:52,77 |
| 2011 | Mistrzostwa panamerykańskie juniorów     | Miramar      | sztafeta 4 × 400 m | 2. miejsce | 3:13,27 |
| 2012 | Halowe mistrzostwa świata                | Stambuł      | sztafeta 4 × 400 m | 3. miejsce | 3:06,85 |
| 2012 | CARIFTA Games                            | Hamilton     | bieg na 200 m      | 5. miejsce | 21,41   |
| 2012 | CARIFTA Games                            | Hamilton     | sztafeta 4 × 400 m | 2. miejsce | 3:11,62 |
| 2012 | Mistrzostwa świata juniorów              | Barcelona    | sztafeta 4 × 400 m | 3. miejsce | 3:06,32 |
| 2013 | CARIFTA Games                            | Nassau       | bieg na 200 m      | 3. miejsce | 21,69   |
| 2013 | CARIFTA Games                            | Nassau       | sztafeta 4 × 100 m | 2. miejsce | 40,36   |
| 2013 | CARIFTA Games                            | Nassau       | sztafeta 4 × 400 m | 2. miejsce | 3:06,23 |
| 2013 | Mistrzostwa Ameryki Środkowej i Karaibów | Morelia      | sztafeta 4 × 100 m | 3. miejsce | 39,26   |
| 2014 | Igrzyska Wspólnoty Narodów               | Glasgow      | bieg na 200 m      | eliminacje | 21,13   |
| 2017 | IAAF World Relays                        | Nassau       | sztafeta 4 × 400 m | 4. miejsce | 3:03,17 |
| 2017 | Mistrzostwa świata                       | Londyn       | bieg na 200 m      | 3. miejsce | 20,11   |
| 2017 | Mistrzostwa świata                       | Londyn       | sztafeta 4 × 400 m | 1. miejsce | 2:58,12 |
| 2018 | Halowe mistrzostwa świata                | Birmingham   | sztafeta 4 × 400 m | 4. miejsce | 3:02,52 |
| 2018 | Igrzyska Wspólnoty Narodów               | Gold Coast   | bieg na 200 m      | 1. miejsce | 20,12   |
| 2018 | Igrzyska Wspólnoty Narodów               | Gold Coast   | sztafeta 4 × 400 m | 4. miejsce | 3:02,85 |
| 2019 | Igrzyska panamerykańskie                 | Lima         | bieg na 200 m      | 2. miejsce | 20,38   |
| 2019 | Igrzyska panamerykańskie                 | Lima         | sztafeta 4 × 400 m | 3. miejsce | 3:02,25 |
| 2019 | Mistrzostwa świata                       | Doha         | bieg na 200 m      | półfinał   | 20,28   |
| 2019 | Mistrzostwa świata                       | Doha         | sztafeta 4 × 400 m | 5. miejsce | 3:00,74 |
| 2022 | Halowe mistrzostwa świata                | Belgrad      | bieg na 400 m      | 1. miejsce | 45,00   |
| 2022 | Mistrzostwa świata                       | Eugene       | bieg na 200 m      | 6. miejsce | 20,08   |
| 2022 | Mistrzostwa świata                       | Eugene       | sztafeta 4 × 400 m | 5. miejsce | 3:00,03 |
| 2022 | Igrzyska Wspólnoty Narodów               | Birmingham   | bieg na 200 m      | 1. miejsce | 19,80   |
| 2022 | Igrzyska Wspólnoty Narodów               | Birmingham   | sztafeta 4 × 400 m | 1. miejsce | 3:01,29 |
| 2023 | Igrzyska Ameryki Środkowej i Karaibów    | San Salvador | bieg na 400 m      | 1. miejsce | 44,54   |
| 2023 | Igrzyska Ameryki Środkowej i Karaibów    | San Salvador | sztafeta 4 × 400 m | 1. miejsce | 3:01,99 |
| 2023 | Mistrzostwa świata                       | Budapeszt    | bieg na 400 m      | półfinał   | 44,76   |
| 2023 | Mistrzostwa świata                       | Budapeszt    | sztafeta 4 × 400 m | eliminacje | 3:01,54 |
| 2024 | Halowe mistrzostwa świata                | Glasgow      | bieg na 400 m      | półfinał   | 46,64   |
| 2024 | World Athletics Relays                   | Nassau       | sztafeta 4 × 400 m | repasaże   | 3:02,39 |
| 2024 | Igrzyska olimpijskie                     | Paryż        | bieg na 400 m      | 4. miejsce | 43,78   |
| 2024 | Igrzyska olimpijskie                     | Paryż        | sztafeta 4 × 400 m | eliminacje | 3:06,73 |

## Rekordy życiowe
- bieg na 100 metrów – 10,19 (2024) / 10,16w (2022)
- bieg na 200 metrów (stadion) – 19,80 (2022)
- bieg na 200 metrów (hala) – 20,31 (2017) rekord Trynidadu i Tobago
- bieg na 400 metrów (stadion) – 43,78 (2024) rekord Trynidadu i Tobago
- bieg na 400 metrów (hala) – 45,00 (2022) rekord Trynidadu i Tobago